# Botschaft Portugals in Dili
Die Botschaft Portugals in Dili befindet sich in der Avenida Marginal der osttimoresischen Landeshauptstadt.

## Hintergrund

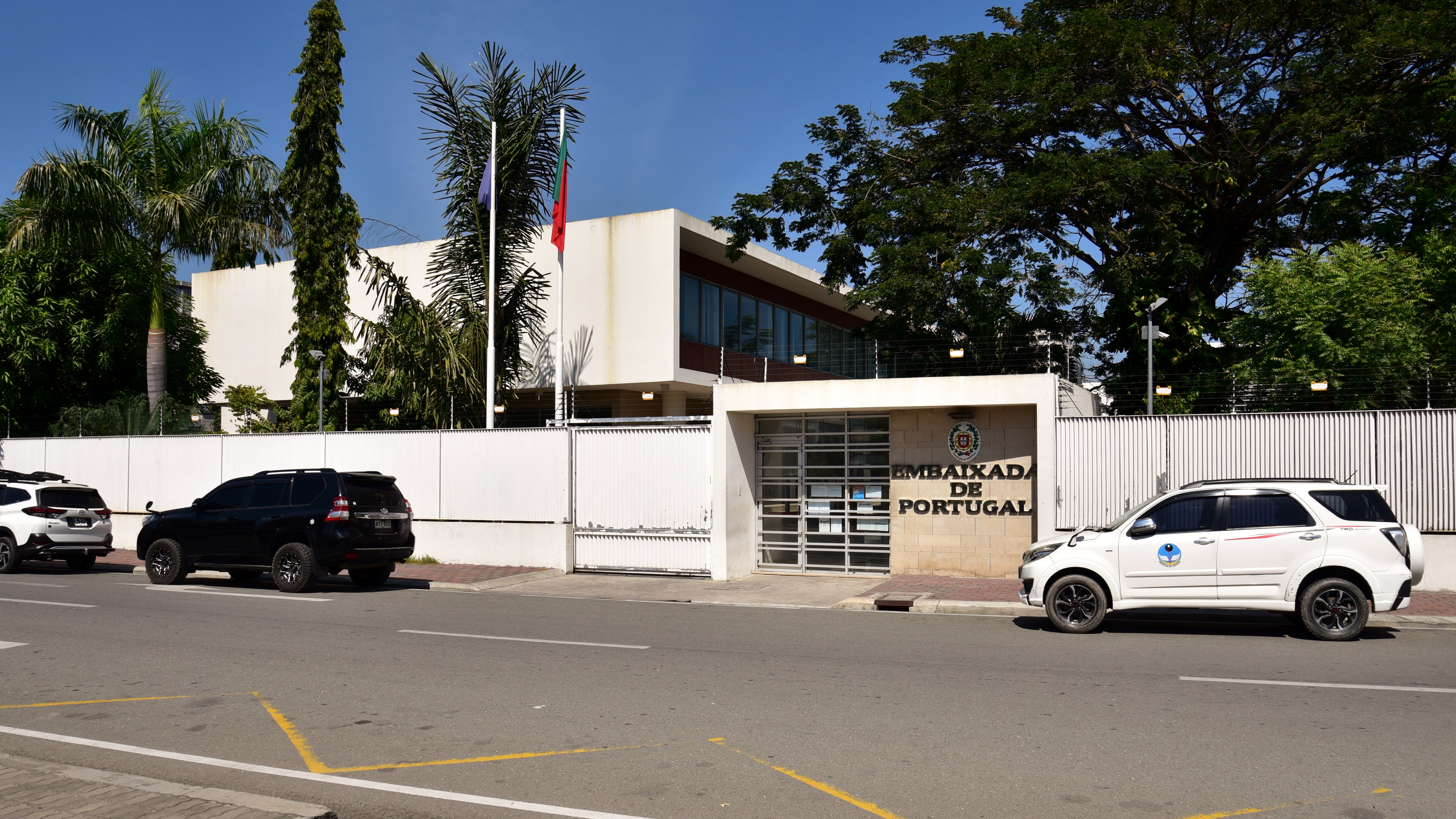
Die Botschaft (2023)

Bis zur Eröffnung des Neubaus 2017 befand sich die Botschaft seit April 2000 im ehemaligen Café der Associação Comercial, Agrícola e Industrial de Timor (ACAIT) in der Rua 30 de Agosto, Hausnummer 2. Offiziell erhielt die Botschaft erst am Tag der Unabhängigkeit Osttimors am 20. Mai 2002 ihren Status. Schon bald wurde Portugal das neue Grundstück von Osttimor zur Verfügung gestellt, doch erst am 21. Mai 2012 legte Portugals Präsident Aníbal Cavaco Silva den Grundstein. Am 2. Oktober 2017 wurde der neue Botschaftssitz präsentiert, vom 5. bis zum 9. Oktober wird der Umzug stattfinden. Der Termin für die offizielle Eröffnung ist noch offen.
Der Neubau neben dem Sitz des Sporting Clube de Timor besteht aus einem Komplex aus zwei Gebäuden. In einem sind die Botschaftsamtsräume untergebracht, im zweiten ein Kulturzentrum mit Bücherei, Ausstellungsraum und einem Vortragsraum. Mit Erd- und Obergeschoss stehen Räume mit insgesamt 2700 Quadratmetern zur Verfügung.
Errichtet wurde der Botschaftskomplex ab dem 31. Mai 2014 innerhalb von drei Jahren durch die portugiesische Firma Ensul, zusammen mit dem Unternehmen NLA und IDA-TL. Die Baukosten betrugen 3,9 Millionen US-Dollar.